# Rolando Mirones
Rolando Augusto Mirones Ramírez (Ciudad de Panamá, 16 de febrero de 1969) es un político y abogado panameño que se desempeñó como Ministro de Seguridad Pública del 1 de julio de 2019 hasta su renuncia el 5 de febrero de 2020.
Antes de ser designado como ministro, Mirones se desempeñó como director general de la Policía Nacional de Panamá entre 2005 y 2008 (donde también renunció), viceministro del Ministerio de Economía y Finanzas entre 2004 y 2005 y estuvo en la administración de la Dirección General de Ingresos de Panamá entre 1996 y 1999.

## Biografía
Rolando Mirones nació en la Ciudad de Panamá el 16 de febrero de 1969, hijo de Rolando Mirones Leyton y Mayra Ramírez Morales. Se graduó en 1987 en el Colegio Javier y en 1992, recibió el título de Licenciado en Derecho y Ciencias Políticas en la Universidad de Panamá.
Posteriormente, Mirones cursó estudios de Maestría en Derecho Comparado con especialización en Negocios Internacionales en la Universidad de San Diego. Además tiene otros dos diplomados: uno en Negocios Internacionales en el Institute of International and Comparative Law en Inglaterra y otro en Gerencia Corporativa de la Universidad de Notre Dame en Notre Dame (Indiana).
Durante el gobierno de Ernesto Pérez Balladares, ejerció los cargos de Subdirector y director general de Ingresos (1996), Secretario General (1997-98) y Viceministro de Hacienda y Tesoro (1999).
En 1999 fundó la firma forense Mirones & Asociados. A inicios del gobierno de Martín Torrijos, ejerció el cargo de Viceministro de Finanzas del Ministerio de Economía y Finanzas desde septiembre de 2004 hasta septiembre de 2005.
Entonces reemplazó a Gustavo Pérez como director general de la Policía Nacional de Panamá, quien había renunciado al cargo. Mirones asumió el cargo con un plan enfocado en ampliar la cobertura policial, reestructuración de la entidad y campañas de prevención. No obstante, en mayo de 2008 presentó su renuncia aduciendo que había completado sus objetivos y que había conversado previamente con el presidente Torrijos. A pesar de ello, se le acusó de no haber combatido eficazmente la inseguridad.
Desde 2008 hasta 2015 se desempeñó como Vicepresidente de Operaciones de la Corporación Los Pueblos.
Es miembro del PRD desde el año 2008, delegado al Congreso Nacional del partido y fundador, junto a un grupo de dirigentes nacionales, del Movimiento de Refundación del PRD. En 2008, dicho movimiento entró a formar parte de Uniendo Fuerzas (un movimiento de Laurentino Cortizo). 
Con miras a las elecciones presidenciales de 2019, Mirones se presentó como precandidato presidencial del PRD, resaltando de manera repetida la "visión torrijista" del partido, además de mostrar posturas xenofóbicas y antiinmigración. Pero el 11 de julio de 2018 desistió de cualquier aspiración presidencial y se convirtió en el vocero de la campaña de Laurentino Cortizo, candidato del Partido Revolucionario Democrático (que resultó vencedor en las elecciones).

## Ministro de Seguridad Pública (2019-2020)
Rolando Mirones fue designado como  Ministro de Seguridad Pública por el presidente Laurentino Cortizo y sus labores iniciaron el 1 de julio de 2019. Mirones cuestionó los constantes "retenes policiales" que la Policía Nacional de Panamá realizaba en diversos puntos del país y prometió mayor seguridad y respeto de las unidades policiales.
Sin embargo, muchos analistas cuestionaban sus estrategias para promover la seguridad nacional y su capacidad para desempeñar su cargo, dada su actitud previa a desempeñar su cargo. El ministro constantemente se defendía ante las críticas, incluso de diputados de su mismo partido como Zulay Rodríguez, diciendo que sus estrategias eran eficientes y que pronto se reducirían los índices criminales, a pesar de la gran cantidad que homicidios que se presentaban.
A finales de diciembre de 2019, una reyerta en la centro penitenciario La Joyita dejó un saldo de 12 muertos y 11 heridos. Las críticas hacia Mirones aumentaron, señalando entre ellas la supuesta corrupción de los custodios de la prisión y la falta de vigilancia en la parte exterior de la cárcel por parte de la Policía Nacional. El presidente Laurentino Cortizo optó por separar del cargo a los directivos del Sistema Penitenciario, del director de seguridad de la prisión y de oficiales de la policía que estaban de turno durante la reyerta. De la misma forma, se le pidió al ministro un informe sobre la situación presentada en la prisión, el cual presentó unas semanas después.
En algún momento entre el 2 y el 3 de febrero de 2020, el asesino serial dominicano Gilberto Ventura Ceballos, que fue sentenciado al asesinato de cinco jóvenes entre 2010 y 2011, se escapó por segunda ocasión de una prisión de máxima seguridad en la Ciudad de Panamá. No se descubrió su fuga hasta el martes 4 de febrero, por lo cual la población sospechó de que la policía estaba involucrada en su fuga; pero finalmente se descubrió el vínculo de unos policías en la fuga de este asesino.
Las críticas hacia el deficiente sistema de seguridad dirigido por Mirones se intensificaron, solicitando la renuncia del ministro a su cargo. Finalmente, el ministro presentó su renuncia al presidente Laurentino Cortizo el 5 de febrero de 2020, el cual la aceptó de forma inmediata. De la misma forma, se destituyó al Ministro de Gobierno Carlos Romero, responsable del Sistema Penitenciario de Panamá.